# Vệ sĩ giả mạo
Vệ sĩ giả mạo là phim hài Trung Quốc do Khương Hiểu Thông đạo diễn, Vương Thái Lợi tổng giám, với Vương Thái Lợi, Liễu Nham, Vương Lạc Gia đóng chính, Ấn Tiểu Thiên, Khương Siêu khách mời .

## Nội dung
Vương Ổn Trọng và Diệp Minh Châu cùng em trai của họ làm hướng dẫn viên du lịch ở Mạnh Ba. Công ty du lịch do ba người thành lập có tên là Tam Thuận SSS, có nghĩa là nước và gió em đềm, nhưng số phận đã thực hiện một trò đùa lớn với họ, "Tam Thuận SSS" đã biến thành "3 ngớ ngẩn" vui nhộn, một cách tình cờ, Giáo sư Trần, người đến tham gia hội nghị thượng đỉnh y tế. Để trả số tiền khổng lồ, ba người họ đã chọn làm vệ sĩ quốc tế để bảo vệ giáo sư. Trong quá trình hộ tống, cả ba liên tục chiến đấu với tên sát thủ giết người, nhưng thực lực của đối phương đã vượt xa tưởng tượng của bọn họ, đối mặt với số tiền hoa hồng khổng lồ và khủng hoảng không biết nên đi đâu? .

## Diễn viên

### Diễn viên chính
| Diễn viên             | Vai                   |
| --------------------- | --------------------- |
| Vương Thái Lợi        | Vương Ổn Trọng        |
| Liễu Nham             | Diệp Minh Châu        |
| Vương Lạc Gia         | Tráng Tráng           |
| Tư Lực Canh           | Sát thủ               |
| Hà Thiệu Hoành        | Giáo sư Trần          |
| Quách Chấn            | Trương Bồi Đạt        |
| Mamat Tursun Mamateli | Hoàng tử nước Mạnh Ba |

### Khách mời
| Diễn viên     | Vai                     |
| ------------- | ----------------------- |
| Ấn Tiểu Thiên | Minh tinh ở trạm xe lửa |
| Khương Siêu   | Phát thanh viên         |

### Diễn xuất đặc biệt
| Diễn viên      | Vai                  |
| -------------- | -------------------- |
| Châu Tử Đốn    | Người đàn ông cơ bắp |
| Lý Doãn Ngạo   | Gấu                  |
| Mạnh Dạng Long | Tiểu đệ              |
| Trần Quân      | Quản gia             |
| Cổ Quả Bằng    | Tùy tùng hoàng tử    |
| Hoàng Hạ Cường | Người giao đồ ăn     |
| Xuân Hiểu      | Bệnh nhân bại não    |

## Nhạc phim
| Ca khúc quảng bá Tên：Tôi muốn đánh bạn đến chết (我要揍死你) Trình bày：Vương Thái Lợi Lời：Vương Thái Lợi Sáng tác：Vương Thái Lợi Biên khúc：Triêu Giai Lâm Ngày phát hành：22 tháng 3 năm 2021 |
| Nhạc cuối phim Tên：Nhớ tôi (记住我) Trình bày：Vương Thái Lợi Lời：Lang Lãng Sáng tác：Vương Thái Lợi Biên khúc：Dương Lập Trang Ngày phát hành: 26 tháng 3 năm 2021                              |

## Sản xuất và phân phối

### Tuyên truyền
15 tháng 3 năm 2021, trailer phiên bản hài hành động đầu tiên và poster của bộ phim được công bố ;  Ngày 23, bộ phim ra mắt MV ca nhạc quảng cáo Tôi muốn đánh bạn đến chết do Vương Thái Lợi sáng tác và trình bày : Ngày 26 tháng 3, bộ phim đã phát hành áp phích "Đặc biệt vui nhộn" và "Hôm nay trực tuyến" ; Ngày 29 tháng 3, bộ phim đã phát hành một đoạn trailer đầy cảm xúc và một tấm áp phích "Ace Partner" .

### Công ty
| Công ty sản xuất | Bắc Kinh Iqiyi                                     |
| Công ty sản xuất | Lưỡng Bỉ Đặc Bắc Kinh                              |
| Đồng sản xuất    | Hắc Long Giang Thất Nguyệt ảnh nghiệp              |
| Đồng sản xuất    | Hàng Châu Hí Cách truyền thông văn hóa             |
| Đồng sản xuất    | Thẩm Quyến Thiện Vi ảnh nghiệp                     |
| Đồng sản xuất    | Phát hành võng lạc ảnh thị Bắc Kinh Áo Sáng Thế Kỷ |
| Đồng sản xuất    | Truyền bá văn hóa Bắc Kinh Chiến Xa                |
| Đồng sản xuất    | Liễu Nham Thượng Hải studio                        |
| Đồng sản xuất    | Bắc Kinh Hắc Nham Tinh Cầu truyền thông văn hóa    |
| Độc quyền        | Lưỡng Bỉ Đặc Bắc Kinh                              |
| Chế tác          | Hàng Châu Hí Cách truyền thông văn hóa             |